# 改革保守
改革保守（かいかくほしゅ）とは、「改革」＋「保守」の2つを併せた概念であるが、文脈や場合により、以下のように、様々な異なる意味で使用される。 
1. ヨーロッパ政界及び米国政界の文脈では、「保守主義 (Conservatism) 」＋「改革主義 (Reformism) （社会改良主義）」という意味で、欧州規模の政党である欧州保守改革党や、その欧州議会の政治会派である欧州保守改革グループが活動している。米国では、リフォーモコン（Reformocon）と呼ばれる自由市場経済や小さな政府と言った米保守主義の理念を放棄し、保護主義や製造業の救済を重視する一派。
2. 日本の政界では、以下のように使用される。
  1. 「保守派」を分類し、従来の「守旧保守」に対し、「構造改革」を推進した小泉政権を「改革保守」と位置付ける論評がある[1][2]。
  2. おおさか維新の会（現・日本維新の会）の片山虎之助共同代表は、自党を「われわれは改革する保守だ。」と称している[3]。前共同代表の馬場伸幸も「わが党は改革保守政党と自負しています。」と述べている[4]。
  3. 希望の党は、「結党宣言」で「『新しい改革保守の政治』を目指す」と掲げている[5]。
  4. 以上の2党が参議院で統一院内会派を組んだ際には、「改革保守の第三極をつくっていきたい」とした[6]。
  5. 国民民主党は希望の党の上記の伝統と新自由主義からの改革をする保守政党であるとして自らを改革保守と名乗った[7]。